# Mimusops capuronii
Mimusops capuronii är en tvåhjärtbladig växtart som beskrevs av Aubrev. Mimusops capuronii ingår i släktet Mimusops och familjen Sapotaceae.
Artens utbredningsområde är Madagaskar. Inga underarter finns listade i Catalogue of Life.